# Бизнес по-казахски
«Бизнес по-казахски» (казах.: Қазақша бизнес) — казахстанская комедия 2016 года режиссёра Женисхана Момышева.

## Сюжет
Жомарт — молодой безалаберный отельер доводит элитную гостиницу, доставшуюся ему по наследству от отца, до предбанкротного состояния. Посетителей нет, персонал уже 3 месяца не получает зарплату и увольняется. В отеле остаются работать лишь друг отца — степенный старый управляющий Ален и родственник Женис. Жомарт решает продать гостиницу, и находит инвестора из Индии. Но тот неожиданно хочет лично проверить гостиницу и оценить её, пожив там какое-то время. Найти так быстро новый персонал Жормат не может, да и средств уже нет, и по совету Жениса — впервые за долгое время — едет в родной аул и уговаривает своих родственников помочь ему. Прибывший на подмогу десант родственников из далёкого аула в роли персонала элитного отеля — хамоватая уборщица, образцовая келинка, пьяница, драчун, сельская простушка — не до конца осознаёт важность своей миссии, далеко не всегда понимает, что от него требуется, попадает в разные смешные ситуации, но в итоге с честью выходит из испытаний.

## В ролях
- Нурлан Коянбаев — Жомарт Балтабаев
- Жан Байжанбаев — Ален
- Абунасыр Сериков — Каирбек
- Куралай Анарбекова — Лаура
- Гульназ Жоланова — Айсулу
- Ольга Спирина — Маша
- Дарига Бадыкова — Макпал
- Кажет Смагулов — Бакдаулет
- Алишер Утев — Женис
- Рамазан Амантай — Еркош
- Сахарш Кумар Шукла — инвестор из Индии
- Максим Акбаров — друг Лауры
- Ашим Ахметов — хозяин желтой машины
- Константин Козлов — йог
- Торегали Тореали — певец, камео
- Марина Сулейменова — поклонница певца

## О фильме
Лидер кинопроката Казахстана 2016 года среди казахстанских фильмов, кассовые сборы составили 299 700 700 тенге.
Успех фильма породил ряд продолжений: «Бизнес по-казахски в Америке» (2017), «Бизнес по-казахски в Африке» (2018), «Бизнес по-казахски в Корее» (2019, самый успешный фильм в кинопрокате Казахстана за всю историю, первый собравший кассу более миллиарда тенге), «Бизнес по-казахски в Турции» (2021), «Бизнес по-казахски в Индии» (2022), «Бизнес по-казахски в Бразилии» (2023).
Однако, именно первая часть, согласно проведённому в 2020 году рейтингу казахстанского кино с момента обретения независимости по итогам голосования читателей портала Inbusiness.kz названа «Лучший фильм Казахстана», так же фильм получил 1-е место в категории «Лучшая комедия», 2-е место в категории «Лучший актёрский состав» и 3-е место в категории «Лучший сценарий».

## Рецензии
- Альберт Ахметов — «Бизнес по-казахски»: Отряд самоубийц по-казахски // Brod KZ, 28 декабря 2016